# Crax daubentoni
L'hocco beccogiallo (Crax daubentoni G. R. Gray, 1867) è un uccello galliforme della famiglia dei Cracidi originario della Colombia nord-orientale e del Venezuela settentrionale.

## Descrizione

### Dimensioni
Misura 84-92,5 cm di lunghezza, per un peso, nel maschio, di 2925-3200 g. Tuttavia, un maschio adulto pienamente sviluppato pesava appena 1625 g, mentre una femmina misurata pesava 2325 g.

### Aspetto
L'hocco beccogiallo si distingue principalmente per le lunghe piume curvate in avanti che adornano la sommità del vertice e formano una cresta arruffata. Possiede inoltre una grossa protuberanza gialla al disopra del becco e delle caruncole dello stesso colore che pendono sotto la mandibola inferiore. Come gli altri hocco, ha un piumaggio prevalentemente nero. Solo la parte bassa dell'addome e le sotto-caudali sono di colore bianco candido. Le rettrici esterne presentano delle grandi terminazioni bianche, grazie alle quali è possibile distinguere questa specie dall'hocco nero. Le rettrici centrali, invece, sono interamente nere. La femmina è abbastanza simile al partner, ma in essa la cera gialla è assente. Il petto e la parte alta del ventre sono barrati, mentre la parte bassa del ventre è di un bianco puro. Alcune femmine aberranti o atipiche sono state di tanto in tanto classificate come una specie a sé, Crax incommoda. I giovani maschi sono abbastanza simili agli adulti.

### Voce
Negli llanos del Venezuela, il richiamo territoriale viene emesso principalmente tra febbraio e giugno. È un fischio potente, chiaro e sereno, wheeeeeeeeuuuuuuu, che sale leggermente nella parte iniziale per scendere fino a dissolversi nella parte terminale. Ricorda il sibilo di una bomba che cade su un obiettivo. I richiami vengono emessi dai rami, con la coda eretta e aperta a ventaglio
.

## Biologia

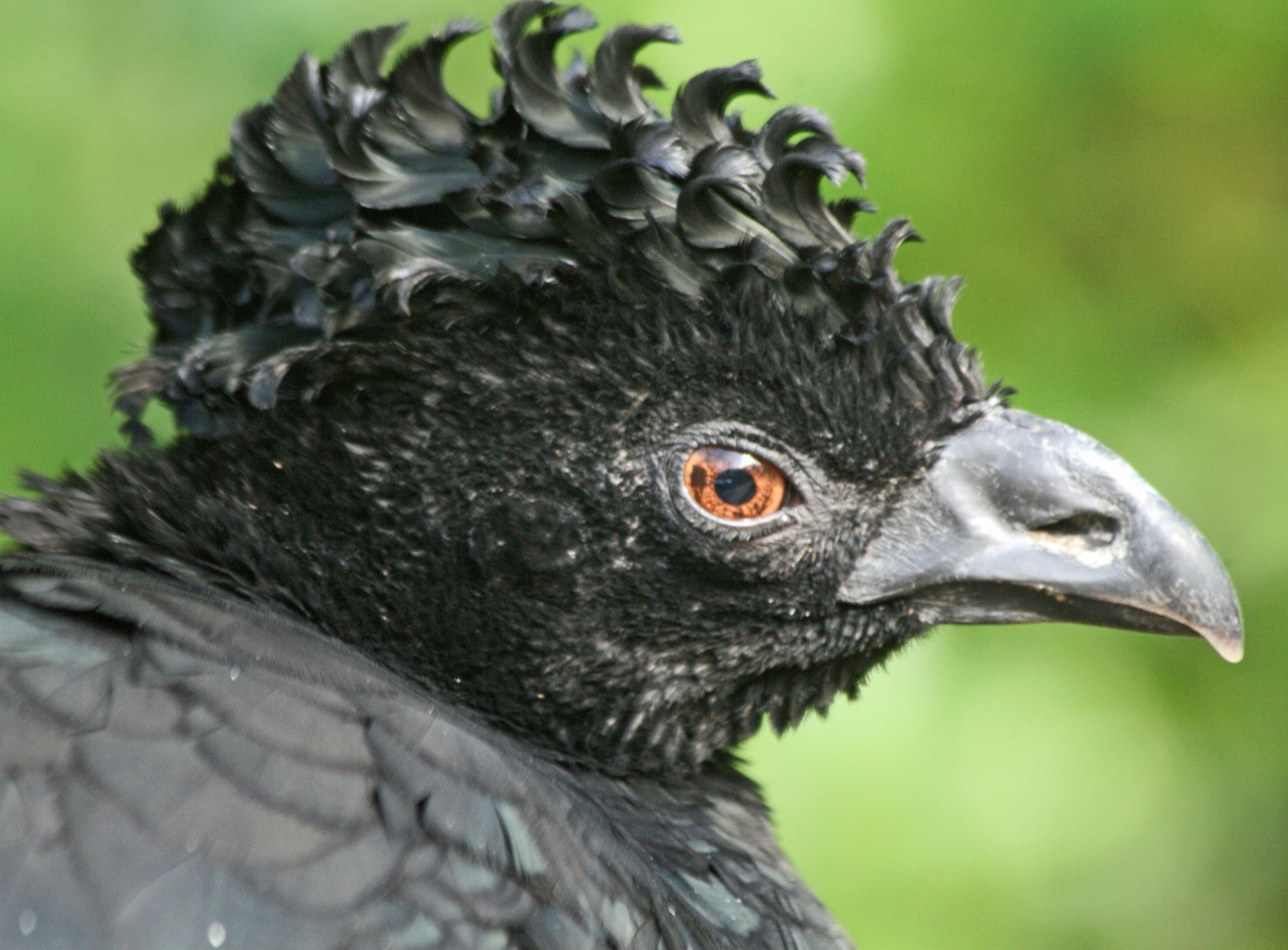
Una femmina.

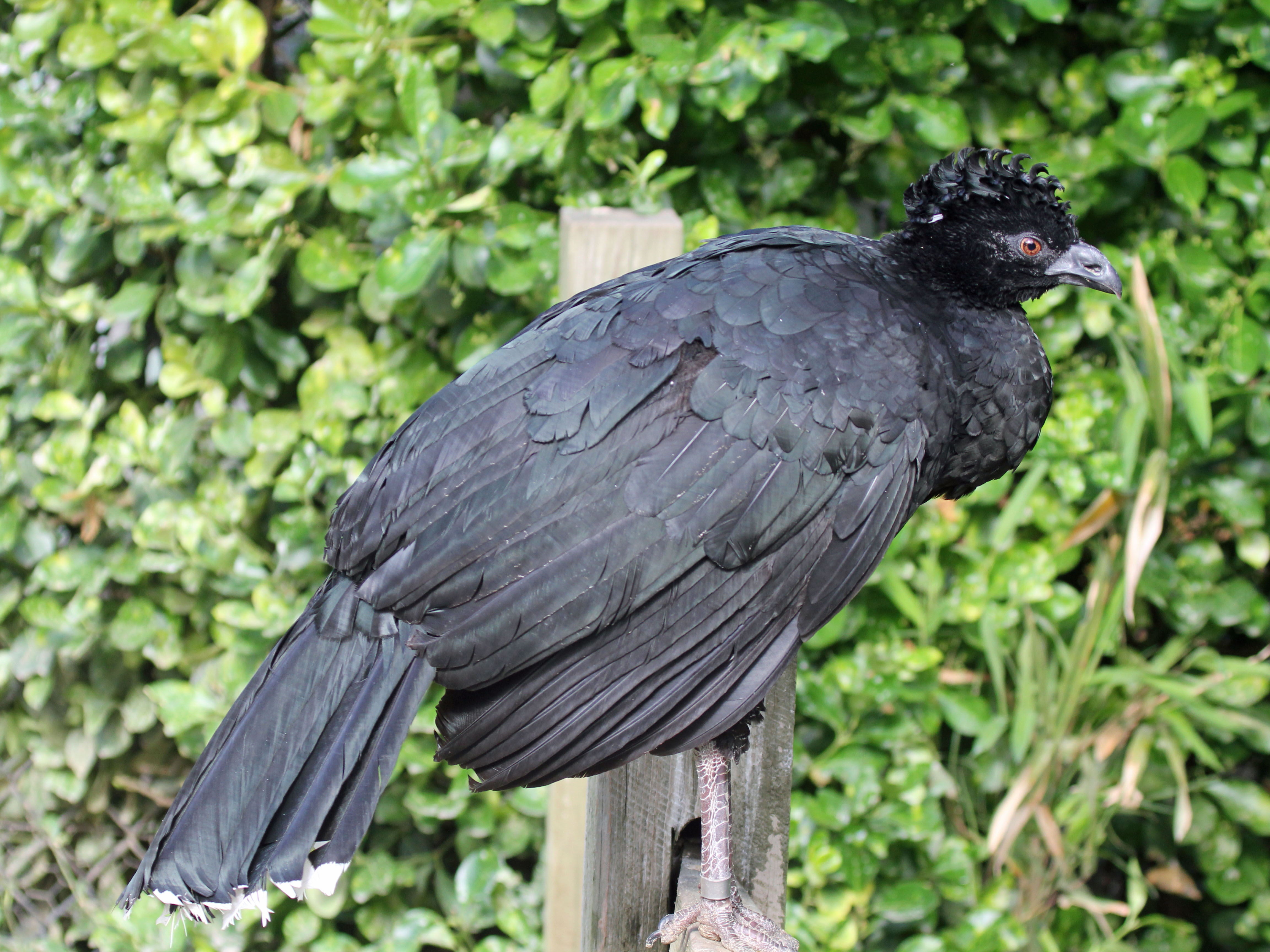
Una femmina.

Come la maggior parte degli altri galliformi del genere Crax, gli hocco beccogiallo vanno in cerca di cibo soprattutto a terra. Conducono al suolo la maggior parte delle loro attività, ma questo non impedisce loro di rifugiarsi sugli alberi quando si sentono minacciati. A volte, però, cercano anche il nutrimento sugli alberi, ad ogni livello della vegetazione, fino alla volta della foresta. Generalmente questi uccelli vivono in gruppi familiari piuttosto ridotti. Tuttavia, durante la stagione secca si possono vedere grandi bande composte talvolta da più di 25 individui.

### Alimentazione
Le informazioni in nostro possesso riguardo alle abitudini alimentari dell'hocco beccogiallo sono molto scarse. È probabile che abbia una dieta mista, consumando frutta, foglie, semi e piccoli animali. Le sostanze ingerite dovrebbero variare in base alle risorse e ai bisogni.

### Riproduzione
La stagione di nidificazione varia leggermente a seconda delle regioni. In Venezuela, cade in giugno, proprio all'inizio della stagione delle piogge. In Colombia, ha luogo in maggio. Gli hocco beccogiallo sono territoriali e mettono in atto una modalità di riproduzione poligama. Quest'ultima caratteristica è tanto più messa in pratica quanto le risorse sono numerose. Infatti, quando il cibo è abbondante, i maschi si preoccupano meno della difesa della loro zona di influenza e dedicano più tempo a sedurre le femmine. A differenza della stragrande maggioranza dei galliformi, gli hocco evitano di nidificare sul terreno e preferiscono installare il loro nido sugli alberi. Alla sua costruzione partecipano entrambi i membri della coppia. Le femmine depongono tra 1 e 3 uova per covata. Le dimensioni della covata sono molto modeste rispetto a quelle dei galliformi che nidificano al suolo. Non possediamo nessuna informazione sulla durata dell'incubazione né sulla durata del soggiorno dei giovani nel nido. Anche la durata della dipendenza dei giovani dopo l'involo è sconosciuta.

## Distribuzione e habitat

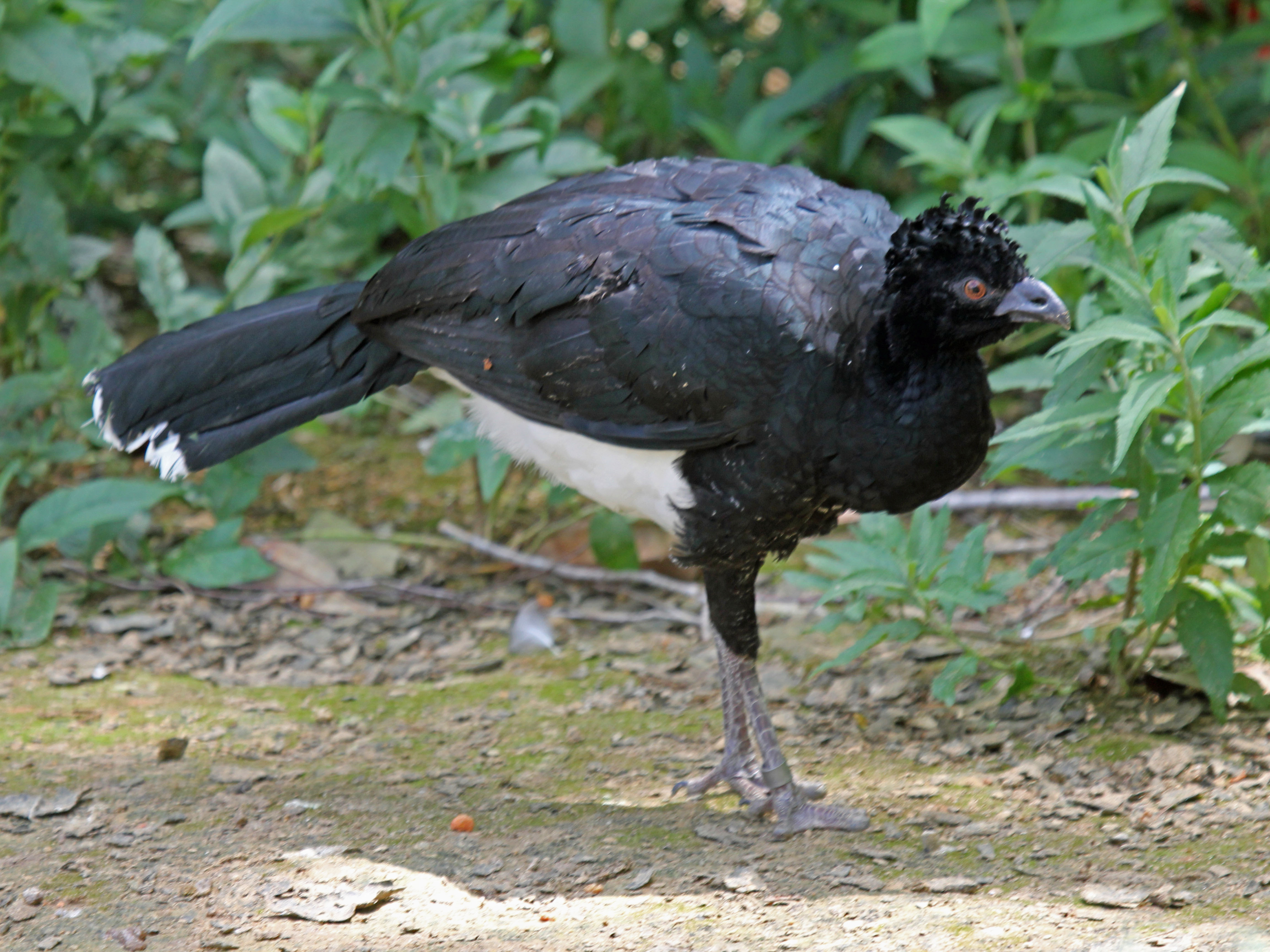
Una femmina.

Gli hocco beccogiallo vivono nelle regioni nord-occidentali dell'America del Sud. Il loro areale ricopre principalmente il Venezuela settentrionale, a nord del fiume Orinoco, nonché le aree del nord della Colombia immediatamente adiacenti. Date le piccole dimensioni del territorio occupato, la specie è considerata monotipica, cioè non è suddidivisa in sottospecie.
Gli hocco beccogiallo frequentano principalmente le foreste-galleria situate all'interno degli llanos. Ciononostante, si trovano anche nelle foreste di alberi decidui o sempreverdi, in particolare nelle valli profonde, nelle piccole gole in prossimità dei corsi d'acqua o nelle regioni accidentate formate da piccole colline. Durante la stagione secca, questi uccelli forestali di grossa taglia si riuniscono vicino ai corsi d'acqua rimasti o alle sorgenti che non si sono prosciugate. In Venezuela, gli hocco beccogiallo vivono tra 100 e 500 metri sul livello del mare, mentre in Colombia la specie risiede a maggiori altezze, tra 500 e 1500 metri d'altitudine.

## Conservazione
Questo uccello è sempre più minacciato. Lo sviluppo dell'agricoltura ha provocato la frammentazione del suo areale, creando numerose popolazioni isolate particolarmente vulnerabili. Numerose steppe o praterie sono state trasformate in risaie. La minaccia principale è tuttavia costituita dalla caccia sportiva. In Venezuela, anche le aree protette sono regolarmente prese di mira dai cacciatori. Fortunatamente, la Convenzione sul Commercio Internazionale delle specie minacciate (CITES) protegge in linea di principio gli hocco dal bracconaggio e dalla detenzione in cattività.